# 拟穗鳞虫
拟穗鳞虫（学名：Parahalosydnopsis hartmanae）为多鳞虫科拟穗鳞虫属的动物。在中国大陆，分布于东海、南海等海域。